# Wirtschafts- und Sozialrat der Vereinten Nationen

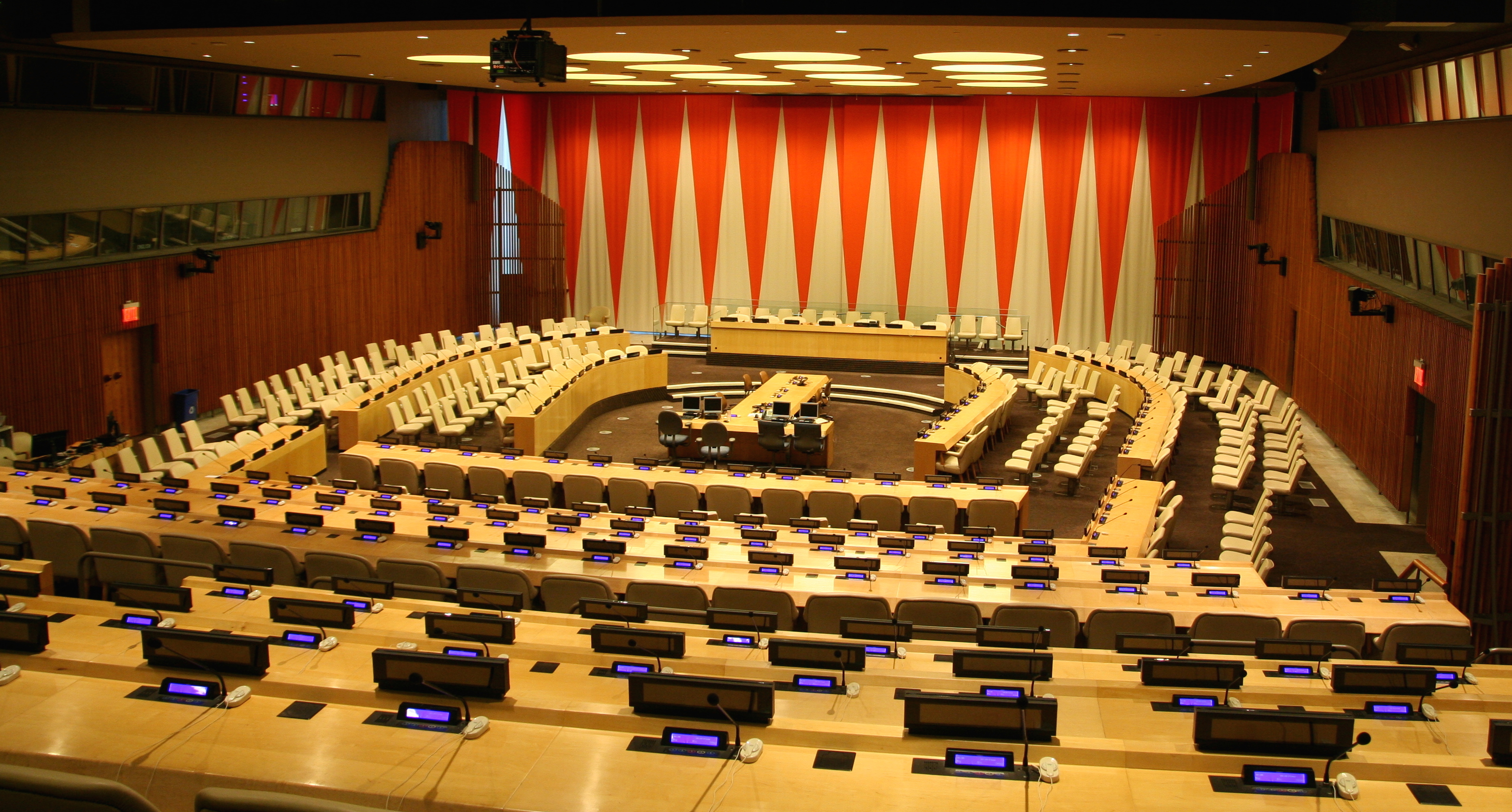
Der Sitzungssaal des Wirtschafts- und Sozialrats im UNO-Hauptquartier in New York

Der Wirtschafts- und Sozialrat der Vereinten Nationen (englisch Economic and Social Council, ECOSOC; französisch Conseil économique et social de l’ONU) ist eines der sechs Hauptorgane der Vereinten Nationen mit Sitz in New York City. Neben seinen Aufgaben innerhalb der Organisation der Vereinten Nationen koordiniert er insbesondere die Tätigkeiten derer 17 Sonderorganisationen. Darüber hinaus erhält und behandelt der Rat Berichte von 11 UN-Fonds und Programmen.
Mit der Generalversammlung der Vereinten Nationen engagiert sich der Wirtschafts- und Sozialrat mit 54 Mitgliedstaaten auf wirtschaftlichen und sozialen Gebieten. Konkrete Aufgaben sind die Hebung des allgemeinen Lebensstandards in der Welt, die Formulierung von Lösungsvorschlägen für internationale wirtschaftliche, soziale und gesundheitliche Probleme, die Förderung der internationalen Kooperation in Kultur und Erziehung sowie die Förderung der Menschenrechte. Entsprechend seinen Aufgaben sind die Sitze im Rat so verteilt, dass die Entwicklungsländer mit überproportional vielen Sitzen vertreten sind. 14 Mitglieder vertreten die afrikanische, 11 die asiatische, 6 die osteuropäische, 10 die lateinamerikanisch-karibische Regionalgruppe und 13 die Gruppe der westeuropäischen und anderen Staaten. Jedes Jahr wird ein Drittel der 54 Mitglieder von der Generalversammlung für eine Amtszeit von drei Jahren neu gewählt, wobei eine unmittelbare Wiederwahl nicht ausgeschlossen wird. Der Präsident des Wirtschafts- und Sozialrates wird jährlich mit der einfachen Mehrheit unter den Mitgliedern gewählt. Der Rat trifft jedes Jahr im Juli abwechselnd im UNO-Hauptquartier in New York und im Büro der Vereinten Nationen in Genf zusammen.

## Sitzungen
Die Arbeitstagung des Wirtschafts- und Sozialrates wird einmal jährlich im Juli für eine Dauer von vier Wochen abgehalten. Der Sitzungsort alterniert zwischen New York und Genf, die sich jedes Jahr abwechseln. Die Tagung besteht aus verschiedenen Segmenten:
- Hochrangiges Segment: Hier treffen sich vorwiegend Minister, Direktoren und hochrangige Beamte internationaler Institutionen sowie Vertreter der Zivilgesellschaft und Privatwirtschaft, um gegenwärtige Themen der internationalen Agenda im Bereich der wirtschaftlichen, sozialen und ökologischen Entwicklung zu diskutieren. Am Ende des Segments wird jedes Jahr eine Ministerialerklärung abgegeben, die zumeist politische Richtlinien und Empfehlungen beinhaltet
- Koordinierungssegment
- Segment für operative Tätigkeiten
- Segment für humanitäre Angelegenheiten
- Allgemeines Segment

Seit dem Weltgipfel 2005 gibt es zwei neue Segmente:
- Jährliche Überprüfung auf Ministerebene
- Forum für Entwicklungszusammenarbeit

## Mitglieder
Die derzeitigen (Stand: März 2024) Mitglieder des Wirtschafts- und Sozialrates sind:
| Zeit- raum | Afrika (14)                                         | Asien (11)                              | Osteuropa (6)           | Lateinamerika und Karibik (10)  | Westeuropa und restliche Staaten (13)                               |
| ---------- | --------------------------------------------------- | --------------------------------------- | ----------------------- | ------------------------------- | ------------------------------------------------------------------- |
| 2022–2024  | Elfenbeinküste Eswatini Mauritius Tansania Tunesien | Afghanistan Indien Kasachstan Oman      | Kroatien Tschechien     | Belize Chile Peru               | Belgien Italien Kanada Vereinigte Staaten                           |
| 2023–2025  | Äquatorialguinea Botswana Kamerun Kap Verde         | Katar Laos Südkorea Volksrepublik China | Slowakei Slowenien      | Brasilien Costa Rica Kolumbien  | Dänemark Neuseeland Schweden Türkei                                 |
| 2024–2026  | Kenia Mauretanien Nigeria Sambia Senegal            | Japan Nepal Pakistan                    | Polen (ein Sitz vakant) | Haiti Paraguay Suriname Uruguay | Deutschland Frankreich Liechtenstein Spanien Vereinigtes Königreich |

Die Amtszeit der im Wirtschafts- und Sozialrat vertretenen Staaten endet jeweils am 31. Dezember des angegebenen Jahres.

## Unterstellte Gremien und Ausschüsse
| Fachkommissionen | |
| Statistische Kommission | Statistical Commission (STATCOM) |
| Kommission für Bevölkerung und Entwicklung | Commission on Population and Development (CPD)                                                                                              |
| Kommission für soziale Entwicklung | Commission for Social Development (CsocD)                                                                                                   |
| Waldforum der Vereinten Nationen | United Nations Forum on Forests (UNFF) |
| Kommission der Vereinten Nationen zur Rechtsstellung der Frau                                                                                     | Commission on the Status of Women (CSW) |
| Suchtstoffkommission | Commission on Narcotic Drugs (CND) |
| Kommission für Verbrechensverhütung und Strafrechtspflege                                                                                         | Commission on Crime Prevention and Criminal Justice (CCPCJ)                                                                                 |
| Kommission für Wissenschaft und Technologie im Dienste der Entwicklung                                                                            | Commission on Science and Technology for Development (CSTD)                                                                                 |
| Kommission für Nachhaltige Entwicklung (bis September 2013, abgelöst durch HLPF)                                                                  | Commission on Sustainable Development (CSD)                                                                                                 |
| Hochrangiges Politisches Forum für Nachhaltige Entwicklung (ab September 2013)                                                                    | High-level Political Forum on Sustainable Development (HLPF)                                                                                |
| Ad-hoc-Organe | |
| Kommission der Regierungsexperten für Energie und Nachhaltige Entwicklung                                                                         | Ad hoc open-ended intergovernmental group of experts on energy and sustainable development                                                  |
| Offene Ad-hoc-Arbeitsgruppe für Informatik | Ad hoc Open-ended Working Group on Informatics                                                                                              |
| Regionalkommissionen | |
| Wirtschaftskommission für Afrika | Economic Commission for Africa (ECA) |
| Wirtschafts- und Sozialkommission für Asien und den Pazifik                                                                                       | Economic and Social Commission for Asia and the Pacific (ESCAP)                                                                             |
| Wirtschaftskommission für Europa | Economic Commission for Europe (ECE) |
| Wirtschaftskommission für Lateinamerika und die Karibik                                                                                           | Economic Commission for Latin America and the Caribbean (ECLAC)                                                                             |
| Wirtschafts- und Sozialkommission für Westasien                                                                                                   | Economic and Social Commission for Western Asia (ESCWA)                                                                                     |
| Ständige Ausschüsse | |
| Programm- und Koordinierungsausschuss | Committee for Programme and Coordination (CPC)                                                                                              |
| Ausschuss für Nichtregierungsorganisationen | Committee on Non-Governmental Organizations                                                                                                 |
| Ausschuss für Verhandlungen mit den zwischenstaatlichen Organisationen                                                                            | Committee on Negotiations with Intergovernmental Agencies                                                                                   |
| Ausschüsse von Regierungsexperten | |
| Expertengruppe der Vereinten Nationen für geographische Namen                                                                                     | United Nations Group of Experts on Geographical Names (UNGEGN)                                                                              |
| Expertenausschuss für die Beförderung gefährlicher Güter und für das global harmonisierte System zur Einstufung und Kennzeichnung von Chemikalien | Committee of Experts on the Transport of Dangerous Goods and on the Globally Harmonized System of Classification and Labelling of Chemicals |
| Sonstige Expertenausschüsse | |
| Ausschuss für Entwicklungspolitik | Committee for Development Policy (CDP) |
| Expertenausschuss für öffentliche Verwaltung | United Nations Committee of Experts on Public Administration (CEPA)                                                                         |
| Ad-hoc-Sachverständigengruppe für internationale Zusammenarbeit in Steuerangelegenheiten                                                          | Ad Hoc Group of Experts on International Cooperation in Tax Matters                                                                         |
| Ausschuss für wirtschaftliche, soziale und kulturelle Rechte                                                                                      | Committee on Economic, Social and Cultural Rights                                                                                           |
| Ständiges Forum für indigene Angelegenheiten | Permanent Forum on Indigenous Issues |
| Andere Gremien | |
| Internationaler Suchtstoffkontrollrat | International Narcotics Control Board |
| Kuratorium des Internationalen Forschungs- und Ausbildungsinstitutes zur Förderung der Frau                                                       | Board of Trustees of the International Research and Training Institute for the Advancement of Women (INSTRAW)                               |
| Ausschuss für den Bevölkerungspreis der Vereinten Nationen                                                                                        | Committee for the United Nations Population Award                                                                                           |
| Programmkoordinierungsrat des Gemeinsamen Programms der Vereinten Nationen für HIV/Aids                                                           | Programme Coordinating Board of the Joint United Nations Programme on HIV/AIDS (UNAIDS)                                                     |

## Konsultationsstatus von Nichtregierungsorganisationen
Beim Wirtschafts- und Sozialrat können Nichtregierungsorganisationen gemäß Artikel 71 der UN-Charta einen Konsultationsstatus erhalten. Dafür müssen sie sechs Prinzipien erfüllen: Unterstützung der Ziele der UN, demokratische Organisationsform, Non-Profit-Konzept, Gewaltfreiheit, Prinzip der Nichteinmischung in staatliche Angelegenheiten sowie Unabhängigkeit von zwischenstaatlichen Vereinbarungen. Ende 1997 hatten 1400 Organisationen Konsultativstatus, 2010 waren es bereits 3382 und im Jahr 2018 rund 5000 Organisationen. Die Organisationen können dann an den internationalen Konferenzen und Veranstaltungen teilnehmen und Beiträge dazu leisten.